# Joaquim Felício
Joaquim Felício là một đô thị thuộc bang Minas Gerais, Brasil. Đô thị này có diện tích 791,1 km², dân số năm 2007 là 3937 người, mật độ 4,4 người/km².